# Carl Van Vechten
Carl Van Vechten (ur. 17 czerwca 1880 w Cedar Rapids, zm. 21 grudnia 1964 w Nowym Jorku) – amerykański pisarz i fotograf.

## Fotografie
- Sherwood Anderson
- Tallulah Bankhead
- Samuel Barber
- Marlon Brando
- Truman Capote
- Salvador Dalí
- Theodore Dreiser
- Jacob Epstein
- Francis Scott Fitzgerald
- Ella Fitzgerald
- Barbara Bel Geddes
- George Gershwin
- Dizzy Gillespie
- Billie Holiday
- Langston Hughes
- Zora Neale Hurston
- William Inge
- Frida Kahlo
- Eartha Kitt
- Lotte Lenya
- Alfred Lunt
- Norman Mailer
- William Somerset Maugham
- Ferenc Molnár
- Eugene O’Neill
- Christopher Plummer
- Man Ray
- Diego Rivera
- Jules Romains
- Gertrude Stein
- James Stewart
- Sigrid Undset
- Hugh Walpole
- Orson Welles
- Richard Wright
- Artur Rubinstein[potrzebny przypis]

## Publikacje
- Music After the Great War (1915)
- Music and Bad Manners (1916)
- Interpreters and Interpretations (1917)
- The Merry-Go-Round (1918)
- The Music of Spain (1918)
- In the Garret (1919)
- The Tiger in the House (1920)
- Lords of the Housetops (1921)
- Peter Whiffle (1922)
- The Blind Bow-Boy (1923)
- The Tattooed Countess (1924)
- Red (1925)
- Firecrackers. A Realistic Novel (1925)
- Excavations (1926)
- Nigger Heaven (1926)
- Spider Boy (1928)
- Parties (1930)
- Feathers (1930)
- Sacred and Profane Memories (1932)